# Premier League Darts
De Premier League Darts is een dartcompetitie waarin acht spelers van de Professional Darts Corporation, kortweg PDC, het tegen elkaar opnemen. Deze jaarlijkse competitie is in 2005 voor de eerste keer van start gegaan. De edities van 2020 en 2021 werden echter in toernooivorm gespeeld vanwege de coronapandemie die in 2020 uitbrak. Hierdoor moest de Premier League van 2020 een paar maanden worden stilgelegd en op één locatie worden afgemaakt. Het toernooi werd afgemaakt in Milton Keynes. Ook de finales werden verplaatst naar een andere locatie. Deze werden in Coventry gespeeld. In 2021 werd het hele toernooi, inclusief de play-offs, gespeeld in Milton Keynes. Het toernooi werd gespeeld in april en mei. Deze aanpassingen waren nodig omdat er bij het restant van 2020 en het toernooi van 2021 geen publiek aanwezig kon zijn door de coronamaatregelen. Dat was niet mogelijk op verschillende locaties. Ook konden de darters hierdoor op één en dezelfde plek blijven. In 2022 wordt het net als voor de coronapandemie op verschillende locaties gespeeld. De play-offs worden echter in tegenstelling tot voor de coronapandemie niet in de O2-Arena in Londen, maar in de Mercedes-Benz Arena in Berlijn gespeeld. In 2023 keren de play-offs weer terug naar de O2-Arena.

## Opzet
De Premier League Darts start jaarlijks op de eerste donderdag in februari en kent zestien speelronden die gehouden worden op verschillende locaties verspreid over het Verenigd Koninkrijk, Ierland, Nederland en Duitsland.Tijdens de editie van 2018 werd voor het eerst een speelronde afgelast. De 5e ronde in Exeter kon niet doorgaan vanwege het winterse weer. Vanwege hevige sneeuwval en storm op 1 maart 2018 was het die dag te gevaarlijk om naar de Westpoint Arena af te reizen. Deze avond werd op 5 april gespeeld in de Echo Arena in Liverpool en werd de Judgement Night. Daarnaast werden er twee speelrondes gespeeld in Ahoy in Rotterdam om het aantal speelrondes tussen Judgement Night en de finale gelijk te houden.
Deelnemers aan deze competitie zijn de top 4 van de PDC Order of Merit aangevuld met vier spelers die worden aangewezen door de PDC. Daarnaast wordt tijdens de eerste fase elke week een 'challenger' uitgenodigd die niet meespeelt voor het klassement.
In de eerste  fase van de competitie spelen alle tien deelnemers eenmaal tegen elkaar. De speler die na de negende speelronde (de zogeheten "Judgement Night") op de onderste twee plaatsen van de ranglijst staan, worden geëlimineerd.
De overgebleven acht spelers gaan door naar de tweede fase en spelen daarin gedurende zes weken tijd nogmaals allemaal één keer tegen elkaar. De top 4 van de eindranglijst plaatst zich voor de slotavond van de competitie.
Tijdens deze avond zijn er twee halve finales waarin de nummer 1 tegen de nummer 4 speelt en nummer 2 tegen nummer 3. De winnaars van de halve finales gaan door naar de finale, waar in een 'first to 11 legs' uiteindelijk uitgemaakt wordt wie zich de winnaar van 'Premier League of Darts' mag noemen.
Op 14 januari 2022 presenteerde de PDC een nieuw format voor de Premier League. In plaats van het eerder gebruikte round-robinsysteem, zal de Premier League voortaan elke avond bestaan uit een knock-outsysteem met acht spelers. Elk van de zeven wedstrijden wordt gespeeld over een "best of 11 legs". De spelers ontmoeten elkaar gegarandeerd minstens één keer in de kwartfinales gedurende de eerste zeven weken, en één keer in de kwartfinales in week 9-15, waarbij week 8 en 16 worden geloot op basis van de actuele competitiestand. De spelers verdienen twee punten voor een plek in de halve finale, drie punten voor de verliezende finalist en vijf punten voor de winnaar. Er is geen "Judgement Night" meer, alle spelers spelen de hele competitie.
Play-off Night: De vier beste spelers op de ranglijst strijden tegen elkaar in halve finales, waarbij de eerst gerangschikte tegen de vierde speelt en de tweede tegen de derde. In de halve finales wordt gespeeld over een "best of 19 legs", in de finale over een "best of 21 legs".

## Finales
| Jaar | Finale                         | Finale  | Finale                           | Finale                               | Finale  |                  | Toernooi   | Toernooi | Toernooi |
| Jaar | Winnaar (gemiddelde in finale) | Uitslag | Runner-up (gemiddelde in finale) | Plaats (finale)                      | Best of | Sponsor          | Prijzenpot | Spelers  |          |
| ---- | ------------------------------ | ------- | -------------------------------- | ------------------------------------ | ------- | ---------------- | ---------- | -------- | -------- |
| 2005 | Phil Taylor (101,01)           | 16 – 4  | Colin Lloyd (97,20)              | G-Mex, Manchester                    | 31 legs | 888.com          | £ 150.000  | 7        |          |
| 2006 | Phil Taylor (101,41)           | 16 – 6  | Roland Scholten (92,01)          | Plymouth Pavilions, Plymouth         | 31 legs | Holsten          | £ 167.500  | 7        |          |
| 2007 | Phil Taylor (99,20)            | 16 – 6  | Terry Jenkins (90,81)            | The Brighton Centre, Brighton        | 31 legs | Holsten          | £ 265.000  | 8        |          |
| 2008 | Phil Taylor (108,36)           | 16 – 8  | James Wade (100,14)              | Cardiff International Arena, Cardiff | 31 legs | Whyte and Mackay | £ 340.000  | 8        |          |
| 2009 | James Wade (90,38)             | 13 – 8  | Mervyn King (85,83)              | Wembley Arena, Londen                | 25 legs | Whyte and Mackay | £ 405.000  | 8        |          |
| 2010 | Phil Taylor (111,67)           | 10 – 8  | James Wade (100,08)              | Wembley Arena, Londen                | 19 legs | Whyte and Mackay | £ 410.000  | 8        |          |
| 2011 | Gary Anderson (94,67)          | 10 – 4  | Adrian Lewis (85,75)             | Wembley Arena, Londen                | 19 legs | 888.com          | £ 410.000  | 8        |          |
| 2012 | Phil Taylor (97,08)            | 10 – 7  | Simon Whitlock (95,32)           | The O2, Londen                       | 19 legs | McCoy's Crisps   | £ 450.000  | 8        |          |
| 2013 | Michael van Gerwen (103,29)    | 10 – 8  | Phil Taylor (104,10)             | The O2, Londen                       | 19 legs | McCoy's Crisps   | £ 520.000  | 10       |          |
| 2014 | Raymond van Barneveld (101,93) | 10 – 6  | Michael van Gerwen (102,98)      | The O2, Londen                       | 19 legs | Betway           | £ 550.000  | 10       |          |
| 2015 | Gary Anderson (104,85)         | 11 – 7  | Michael van Gerwen (105,81)      | The O2, Londen                       | 21 legs | Betway           | £ 700.000  | 10       |          |
| 2016 | Michael van Gerwen (104,68)    | 11 – 3  | Phil Taylor (98,84)              | The O2, Londen                       | 21 legs | Betway           | £ 725.000  | 10       |          |
| 2017 | Michael van Gerwen (104,76)    | 11 – 10 | Peter Wright (101,06)            | The O2, Londen                       | 21 legs | Betway           | £ 825.000  | 10       |          |
| 2018 | Michael van Gerwen (112,37)    | 11 – 4  | Michael Smith (97,01)            | The O2, Londen                       | 21 legs | Unibet           | £ 825.000  | 10       |          |
| 2019 | Michael van Gerwen (103,36)    | 11 – 5  | Rob Cross (100,98)               | The O2, Londen                       | 21 legs | Unibet           | £ 825.000  | 10       |          |
| 2020 | Glen Durrant (91,84)           | 11 – 8  | Nathan Aspinall (92,15)          | Ricoh Arena, Coventry                | 21 legs | Unibet           | £ 825.000  | 10       |          |
| 2021 | Jonny Clayton (100,18)         | 11 – 5  | José de Sousa (100,53)           | Marshall Arena, Milton Keynes        | 21 legs | Unibet           | £ 855.000  | 10       |          |
| 2022 | Michael van Gerwen (99,10)     | 11 – 10 | Joe Cullen (99,36)               | Mercedes-Benz Arena, Berlijn         | 21 legs | Cazoo            | £1.000.000 | 8        |          |
| 2023 | Michael van Gerwen (105,43)    | 11 – 5  | Gerwyn Price (99,50)             | The O2, Londen                       | 21 legs | Cazoo            | £1.000.000 | 8        |          |
| 2024 | Luke Littler (105,60)          | 11 – 7  | Luke Humphries (102,47)          | The O2, Londen                       | 21 legs | BetMGM           | £1.000.000 | 8        |          |
| 2025 | Luke Humphries (97,86)         | 11 – 8  | Luke Littler (100,29)            | The O2, Londen                       | 21 legs | BetMGM           | £1.000.000 | 8        |          |

## Records en statistieken

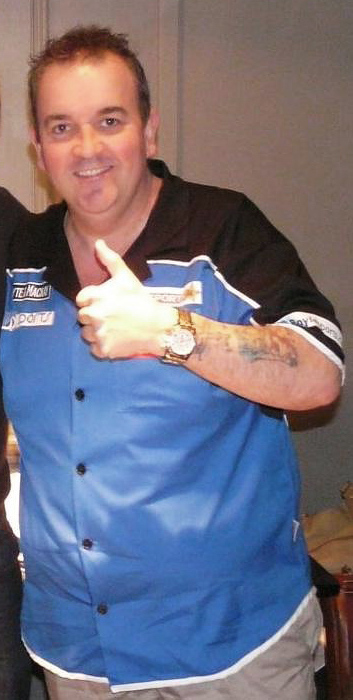
Phil Taylor, zesvoudig winnaar van de Premier League of Darts

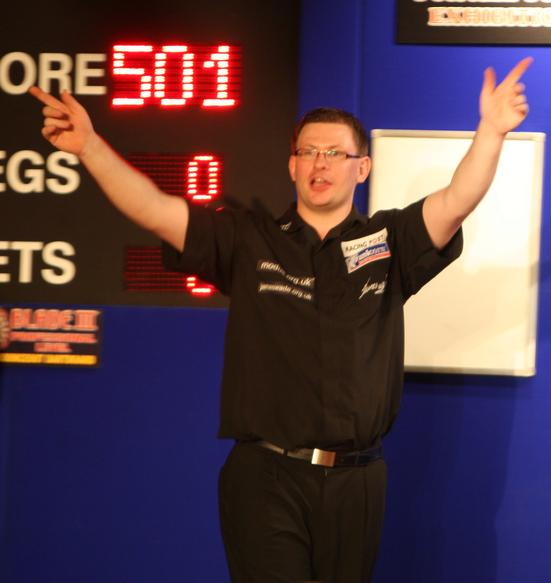
James Wade, winnaar van 2009

### Finalisten
| Ranking | Speler                | Winst | Runner-up | Finales | Deelnames |
| ------- | --------------------- | ----- | --------- | ------- | --------- |
| 1       | Michael van Gerwen    | 7     | 2         | 9       | 13        |
| 2       | Phil Taylor           | 6     | 2         | 8       | 13        |
| 3       | Gary Anderson         | 2     | 0         | 2       | 11        |
| 4       | James Wade            | 1     | 2         | 3       | 12        |
| 5       | Luke Humphries        | 1     | 1         | 2       | 2         |
| 5       | Luke Littler          | 1     | 1         | 2       | 2         |
| 7       | Raymond van Barneveld | 1     | 0         | 1       | 14        |
| 7       | Glen Durrant          | 1     | 0         | 1       | 2         |
| 7       | Jonny Clayton         | 1     | 0         | 1       | 2         |
| 10      | Colin Lloyd           | 0     | 1         | 1       | 3         |
| 10      | Roland Scholten       | 0     | 1         | 1       | 3         |
| 10      | Terry Jenkins         | 0     | 1         | 1       | 5         |
| 10      | Mervyn King           | 0     | 1         | 1       | 2         |
| 10      | Adrian Lewis          | 0     | 1         | 1       | 10        |
| 10      | Simon Whitlock        | 0     | 1         | 1       | 6         |
| 10      | Peter Wright          | 0     | 1         | 1       | 9         |
| 10      | Michael Smith         | 0     | 1         | 1       | 5         |
| 10      | Rob Cross             | 0     | 1         | 1       | 6         |
| 10      | Nathan Aspinall       | 0     | 1         | 1       | 5         |
| 10      | José de Sousa         | 0     | 1         | 1       | 1         |
| 10      | Joe Cullen            | 0     | 1         | 1       | 1         |

### Kampioenen per nationaliteit
| Land      | Spelers | Totaal | Eerste titel | Laatste titel |
| --------- | ------- | ------ | ------------ | ------------- |
| Engeland  | 5       | 10     | 2005         | 2025          |
| Nederland | 2       | 8      | 2013         | 2023          |
| Schotland | 1       | 2      | 2011         | 2015          |
| Wales     | 1       | 1      | 2021         | 2021          |

### Lijst van deelnames
| Deelnames | Speler                | Jaren                              | Bijzonderheden                                                                                                   |
| --------- | --------------------- | ---------------------------------- | --- |
| 14        | Raymond van Barneveld | 2006–2019                          | |
| 13        | Phil Taylor           | 2005–2017                          | Haalde de eerste 10 deelnames steeds de play-offs                                                                |
| 13        | Michael van Gerwen    | 2013–2025                          | Behaalde bij elke deelname tot 2020 de eerste plaats in de competitie en speelde elke keer in de finale tot 2020 |
| 12        | James Wade            | 2008–2013 2015–2017 2019 2021–2022 | |
| 11        | Gary Anderson         | 2011–2018 2020–2022                | Nam in 2009 deel als gast, trok zich in 2019 terug vanwege een blessure                                          |
| 11        | Peter Wright          | 2014–2024                          | |
| 10        | Adrian Lewis          | 2007–2008 2010–2017                | Nam in 2009 deel als gast                                                                                        |
| 7         | Gerwyn Price          | 2018–2020 2022–2025                | Kon niet deelnemen in 2021 vanwege een positief testresultaat op COVID-19                                        |
| 7         | Michael Smith         | 2016 2018–2020 2022–2024           | |
| 6         | Rob Cross             | 2018–2021 2024–2025                | |
| 6         | Simon Whitlock        | 2010–2014 2018                     | |
| 5         | Nathan Aspinall       | 2020–2021 2023–2025                | Nam in 2019 deel als challenger                                                                                  |
| 5         | Terry Jenkins         | 2007–2011                          | |
| 4         | Wayne Mardle          | 2005–2006 2008–2009                | Kon in 2009 door ziekte het seizoen niet afmaken                                                                 |
| 4         | Peter Manley          | 2005–2008                          | |
| 4         | Dave Chisnall         | 2014–2017                          | |
| 3         | Colin Lloyd           | 2005–2007                          | |
| 3         | Roland Scholten       | 2005–2007                          | |
| 3         | John Part             | 2005 2008–2009                     | |
| 3         | Robert Thornton       | 2013–2014 2016                     | Nam in 2009 deel als gast                                                                                        |
| 3         | Daryl Gurney          | 2018–2020                          | |
| 3         | Jonny Clayton         | 2021–2023                          | |
| 2         | Ronnie Baxter         | 2006 2010                          | |
| 2         | Stephen Bunting       | 2015 2025                          | Nam in 2020 deel als challenger                                                                                  |
| 2         | Chris Dobey           | 2023 2025                          | |
| 2         | Mervyn King           | 2009–2010                          | |
| 2         | Jelle Klaasen         | 2009 2017                          | |
| 2         | Andy Hamilton         | 2012–2013                          | |
| 2         | Wes Newton            | 2013–2014                          | |
| 2         | Kim Huybrechts        | 2015 2017                          | |
| 2         | Mensur Suljović       | 2018–2019                          | |
| 2         | Glen Durrant          | 2020–2021                          | Nam in 2019 deel als challenger                                                                                  |
| 2         | Dimitri Van den Bergh | 2021 2023                          | |
| 2         | Luke Humphries        | 2024–2025                          | |
| 2         | Luke Littler          | 2024–2025                          | |
| 1         | Mark Dudbridge        | 2005                               | |
| 1         | Dennis Priestley      | 2007                               | Nam in 2009 deel als gast                                                                                        |
| 1         | Mark Webster          | 2011                               | Nam in 2009 deel als gast                                                                                        |
| 1         | Kevin Painter         | 2012                               | |
| 1         | José de Sousa         | 2021                               | |
| 1         | Joe Cullen            | 2022                               | |

Bijgewerkt t/m 2025

### Nine-dart finishes
| Speler                | Jaar (+ week)                | Locatie                                       | Methode                              | Resultaat  | Tegenstander          |
| --------------------- | ---------------------------- | --------------------------------------------- | ------------------------------------ | ---------- | --------------------- |
| Raymond van Barneveld | 2006: Avond 5                | Bournemouth International Centre, Bournemouth | 3 x T20; 3 x T20; T20, T19, D12      | Gewonnen   | Peter Manley          |
| Raymond van Barneveld | 2010: Avond 12               | AECC, Aberdeen                                | 3 x T20; 3 x T20; T20, T19, D12      | Gewonnen   | Terry Jenkins         |
| Phil Taylor           | 2010: Finale                 | Wembley Arena, Londen                         | T20, 2 x T19; 3 x T20; T20, T17, D18 | Gewonnen   | James Wade            |
| Phil Taylor           | 2010: Finale                 | Wembley Arena, Londen                         | 3 x T20; 3 x T20; T20, T19, D12      | Gewonnen   | James Wade            |
| Phil Taylor           | 2012: Avond 2                | AECC, Aberdeen                                | 3 x T20; T20, 2 x T19; T20, T17, D18 | Gewonnen   | Kevin Painter         |
| Simon Whitlock        | 2012: Halve finale           | The O2 Arena, Londen                          | 3 x T20; 3 x T20; T20, T15, D18      | Gewonnen   | Andy Hamilton         |
| Adrian Lewis          | 2016: Avond 11               | SSE Arena, Belfast                            | 3 x T20; 2 x T20, T19; 2 x T20, D12  | Gewonnen   | James Wade            |
| Adrian Lewis          | 2017: Avond 11               | Echo Arena, Liverpool                         | 3 x T20; 3 x T20; T20, T19, D12      | Gewonnen   | Raymond van Barneveld |
| Michael Smith         | 2020: Avond 4                | 3Arena, Dublin                                | 3 x T20; 3 x T20; T20, T19, D12      | Gewonnen   | Daryl Gurney          |
| Peter Wright          | 2020: Avond 11               | Marshall Arena, Milton Keynes                 | 3 x T20; 3 x T20; T20, T19, D12      | Verloren   | Daryl Gurney          |
| Jonny Clayton         | 2021: Avond 3                | Marshall Arena, Milton Keynes                 | 3 x T20; 3 x T20; T20, T19, D12      | Gewonnen   | José de Sousa         |
| José de Sousa         | 2021: Avond 4                | Marshall Arena, Milton Keynes                 | 3 x T20; 3 x T20; T20, T19, D12      | Gelijkspel | Nathan Aspinall       |
| Gerwyn Price          | 2022: Halve finale, avond 3  | SSE Arena, Belfast                            | 2 x T20, T19; 3 x T20; 2 x T20, D12  | Gewonnen   | Michael van Gerwen    |
| Gerwyn Price          | 2022: Finale, avond 3        | SSE Arena, Belfast                            | 3 x T20; 3 x T20; T20, T19, D12      | Gewonnen   | James Wade            |
| Gerwyn Price          | 2024: Halve finale, avond 10 | Manchester Arena, Manchester                  | 3 x T20; 3 x T20; T19, T20, D12      | Gewonnen   | Michael Smith         |
| Luke Littler          | 2024: Finale, play-offavond  | The O2 Arena, Londen                          | 3 x T20; 3 x T20; T20, T19, D12      | Gewonnen   | Luke Humphries        |
| Luke Humphries        | 2025: Kwartfinale, avond 5   | Brighton Centre, Brighton                     | 3 x T20; 3 x T20; T20, T19, D12      | Verloren   | Rob Cross             |
| Rob Cross             | 2025: Halve finale, avond 5  | Brighton Centre, Brighton                     | 3 x T20; 3 x T20; T19, T16, D18      | Verloren   | Nathan Aspinall       |
| Luke Littler          | 2025: Finale, avond 7        | Motorpoint Arena, Cardiff                     | 3 x T20; 3 x T20; T20, T17, D15      | Gewonnen   | Michael van Gerwen    |
| Gerwyn Price          | 2025: Kwartfinale, avond 10  | Manchester Arena, Manchester                  | 3 x T20; 3 x T20; T19, T20, D12      | Verloren   | Luke Littler          |
| Gerwyn Price          | 2025: Kwartfinale, avond 15  | P&J Live, Aberdeen                            | 3 x T20; 3 x T20; T19, T20, D12      | Verloren   | Stephen Bunting       |